# Colobothea peruviana
Colobothea peruviana là một loài bọ cánh cứng trong họ Cerambycidae.